# If I Lose Myself
Singles de OneRepublic
Feel Again
(2013) Counting Stars
(2013)
If I Lose Myself est une chanson du groupe de rock américain OneRepublic, extraite de son troisième album Native et sortie en single le 28 janvier 2013.
Le 2 avril 2013, une version remixée du single par Alesso sort.